# Un ospite gradito... per mia moglie
Un ospite gradito... per mia moglie (König, Dame, Bube) è un film del 1972 diretto da Jerzy Skolimowski, tratto dal romanzo Re, donna, fante di Vladimir Nabokov.

## Trama
Adottato dal ricco zio Charles e trasferito in Germania dopo la morte dei genitori, il britannico ragazzo inesperto Frank scopre il disinvolto modo di vivere europeo degli anni '70 e ha delle fantasie sulla bella moglie italiana dello zio, Martha. Lei seduce Frank e cerca di indurlo a uccidere il marito per ereditarne i soldi. Ma, sebbene l'idea sia di annegare Charles durante una gita in barca, cadono tutti in acqua ed è lei a soccombere, così i due riprendono i buoni rapporti da lei rovinati.